# Crassula sericea
Crassula sericea är en fetbladsväxtart som beskrevs av Schönl.. Crassula sericea ingår i släktet krassulor, och familjen fetbladsväxter.

## Underarter
Arten delas in i följande underarter:
- C. s. hottentotta
- C. s. velutina

## Bildgalleri

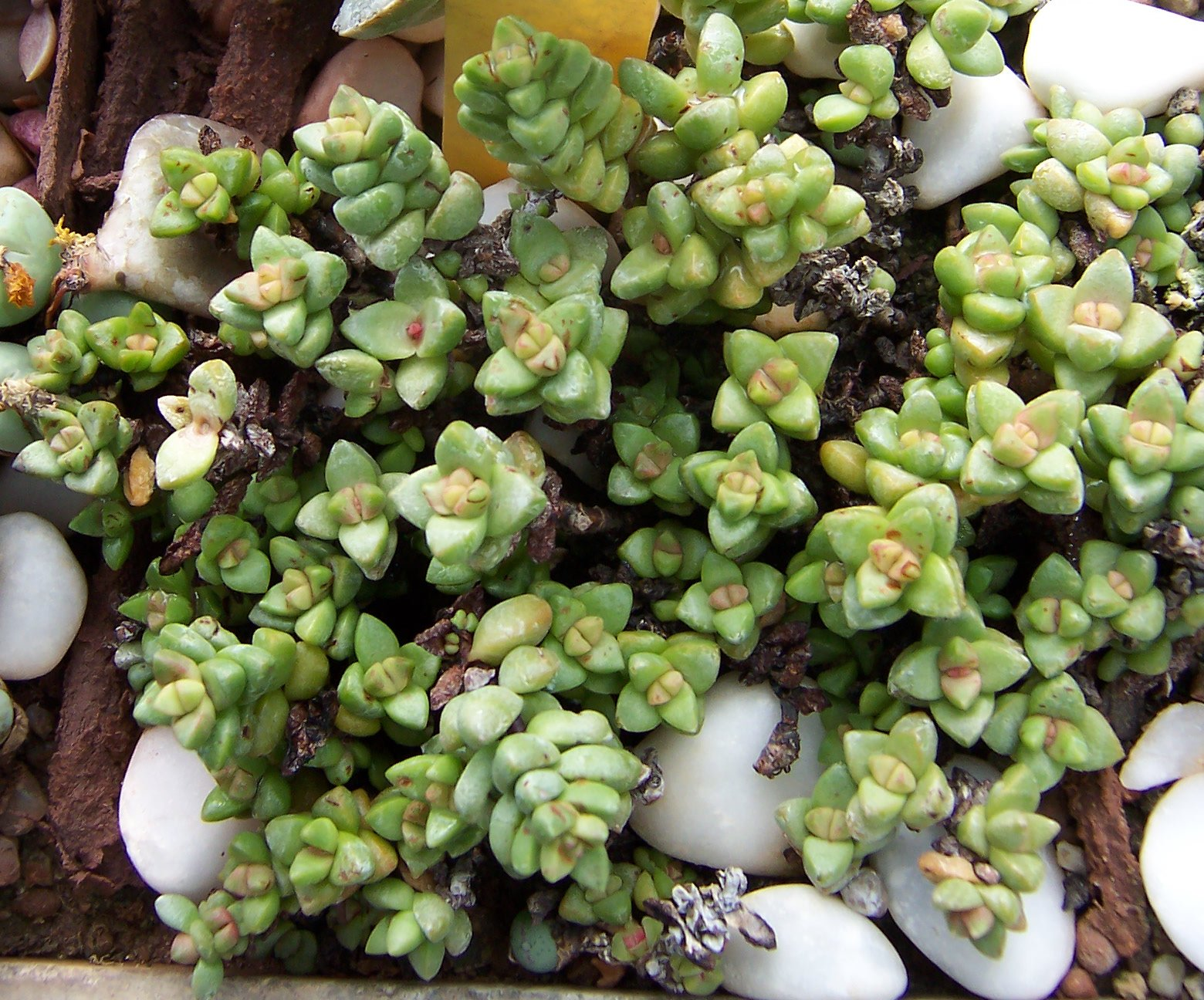